# Vệ Trinh bá
Vệ Trinh bá (chữ Hán: 衞貞伯; trị vì: ? - 867 TCN), là vị vua thứ bảy của nước Vệ – chư hầu nhà Chu trong lịch sử Trung Quốc.
Vệ Trinh bá là con của Vệ Tĩnh bá – vua thứ sáu nước Vệ. Sau khi Tĩnh bá mất, ông lên nối ngôi.Tương ứng với Chu Hiếu vương và Chu Di vương thời kỳ 
Sử sách không ghi chép sự kiện xảy ra liên quan tới nước Vệ trong thời gian ông làm vua.
Không rõ Vệ Trinh bá lên ngôi năm nào. Năm 867 TCN, ông mất, con ông là Vệ Khoảnh hầu lên nối ngôi.